# Parafia św. Bartłomieja w Miłomłynie
Parafia św. Bartłomieja w Miłomłynie – parafia erygowana w 1340 roku, reerygowana 15 lutego 1962 roku przez biskupa warmińskiego Tomasza Wilczyńskiego.

## Zasięg parafii
Do parafii należą wierni z miejscowości: Miłomłyn, Bagieńskie, Faltyjanki, Kamieńczyk, Majdany Wielkie, Liksajny, Skarpa, Tarda, Winiec, Wólka Majdańska, Zatoka Leśna, Piławki i Ligowo.